# Nys (stokerij)

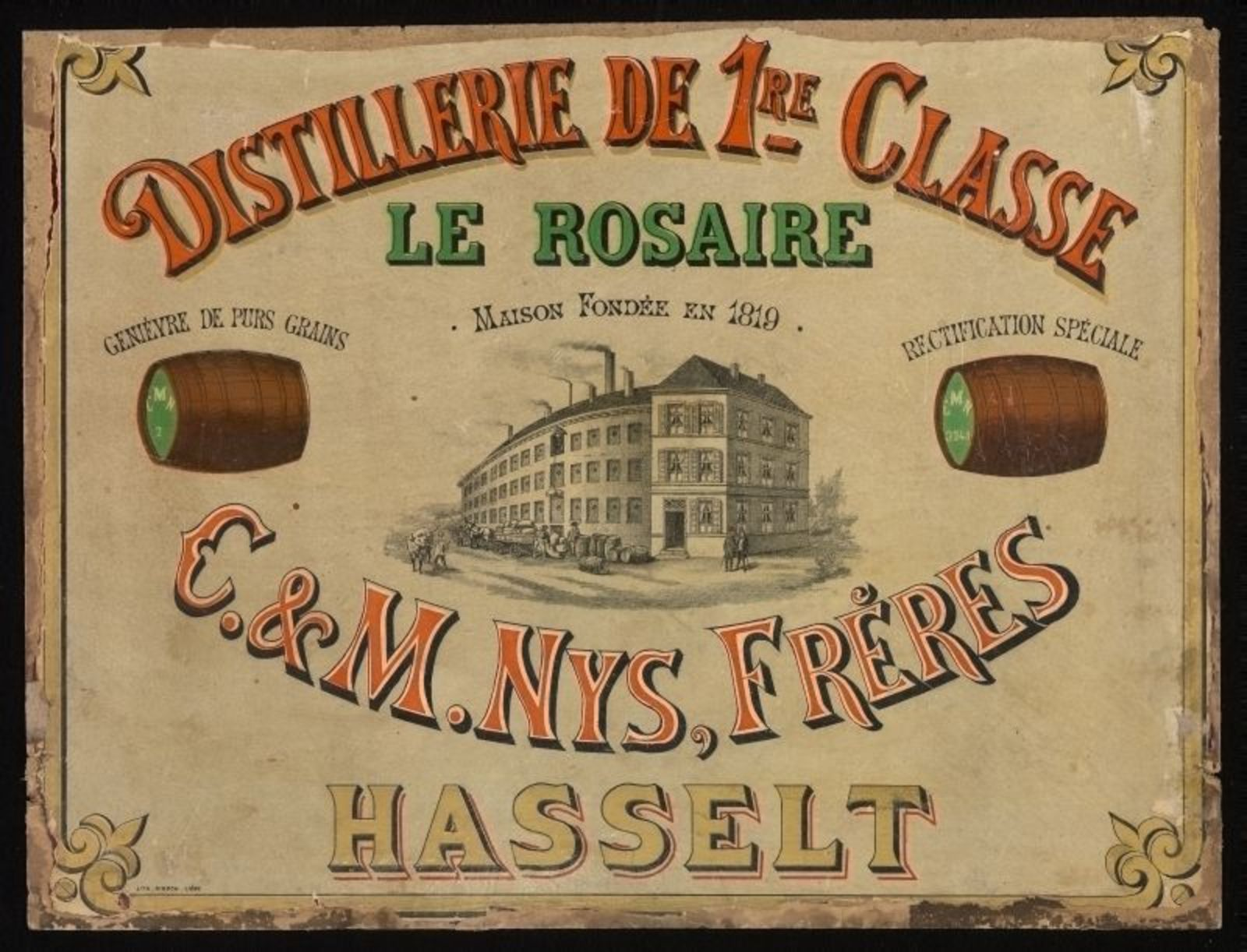
Interieuraffiche 'Distillerie de 1ière Classe Le Rosaire, C. & M. Nys, Frères, Hasselt' voor stokerij Nys, Hasselt, ca. 1875.

Stokerij Nys was in de 19de eeuw een Hasseltse stokerij gelegen op de hoek van de Zuivelmarkt en de Meldertstraat. 

## Geschiedenis
In 1758 werden de gebouwen De Kleine Brandewijnsketel en De Groote Brandewijnsketel, gelegen op de Zuivelmarkt in Hasselt, samengevoegd. G. Wijnants had er een stokerij aan het begin van de 19de eeuw, die in 1819 overgenomen werd door Hendrik Nys. Zijn zonen, Michel en Casimir Nys, vervingen in 1844 de bestaande gebouwen door een nieuw complex. Tot 1877 baatten zij samen de stokerij uit. Vanaf 1877 zette Casimir Nys de stokerij alleen verder. In 1902 werd de stokerij overgenomen door de Hasseltse stokerij Croonenberghs.

## De stokerij in 1862
Een beschrijving van de stokerij uit 1862 geeft een idee hoe een vrij grote stokerij er uitzag.
Gebruikte apparatuur: één moutbak, twee kookketels in smeedijzer met een inhoud van 16.429 liter, drie distilleerkolommen in rood koper van 7.178 liter, drie condensatoren in rood koper van elk 66 liter, twee alambieken in rood koper van 9.499 liter, vier weekkuipen in smeedijzer van elk 1.430 liter, zeven citernen voor jenever en flegma's van 39.810 liter, 24 gistingskuipen van elk 2.600 liter en een stoommachine in giet- en smeedijzer van 10 pk. In 1862 was dat goed voor een productie van 120.580 liter graanmoutwijn.
Aan de gebouwen waren drie stallen verbonden waarin plaats was voor 109 ossen.

## Kasteel van Henegouw
Op 8 november 1883 kocht Casimir Nys het kasteel van Henegouw aan de Luikersteenweg van de familie Cox-Teuwens. De zoon van Casimir, Pierre Nys-Croonenberghs, erfde na de Eerste Wereldoorlog het kasteeldomein van zijn ouders. Hij bleef er met zijn familie wonen tot in 1954. Op 22 maart 1954 verkocht hij het kasteel.